# Tom Rees
Pour les articles homonymes, voir Rees.
Pas d'image ? Cliquez ici

a Compétitions nationales et continentales officielles uniquement.

b Matchs officiels uniquement.
Dernière mise à jour le 29 octobre 2021.
Thomas Rees, né le 11 septembre 1984 à Londres (Angleterre), est un joueur de rugby à XV et à sept anglais. Il joue en équipe d'Angleterre et évolue au poste de troisième ligne aile au sein de l'effectif des London Wasps (1,84 m pour 98 kg).
Joueur prometteur, il dut se résoudre à mettre un terme à sa carrière en 2012 à la suite d'une grave blessure au genou contractée lors d'un match face au SU Agen. 

## Carrière

### En équipe nationale
Il a honoré sa première cape internationale en équipe d'Angleterre le 3 février 2007 contre l'équipe d'Écosse. 

## Statistiques en équipe nationale
- 15 sélections en équipe d'Angleterre entre 2007 et 2008
- Tournoi des Six Nations disputé : 2007 et 2008
- Coupe du monde disputée : 2007 (2 matchs)
- Équipe d'Angleterre de rugby à sept
- Équipe d'Angleterre - de 21 ans
- Équipe d'Angleterre - de 19 ans
- Équipe d'Angleterre - de 18 ans
- Équipe d'Angleterre - de 16 ans

## Palmarès

### En club
- London Wasps
  - Vainqueur du Champion d'Angleterre en 2004 et 2005
  - Vainqueur de la Coupe d'Europe en 2007